# Caballete, Mexiko
Caballete är en ort i Mexiko.   Den ligger i kommunen Zontecomatlán de López y Fuentes och delstaten Veracruz, i den sydöstra delen av landet, 170 km nordost om huvudstaden Mexico City. Caballete ligger 667 meter över havet och antalet invånare är 144.
Terrängen runt Caballete är kuperad åt nordost, men åt sydväst är den bergig. Runt Caballete är det ganska glesbefolkat, med 36 invånare per kvadratkilometer. Närmaste större samhälle är Xochiatipan de Castillo, 13,2 km nordost om Caballete. I omgivningarna runt Caballete växer huvudsakligen savannskog.